# Enver Ćemalović
Enver Ćemalović, bosansko-hercegovski general, * 23. april 1920, † 9. maj 1995.

## Življenjepis
Leta 1941 se je pridružil NOVJ in KPJ. Med vojno je bil politični komisar več enot.
Po vojni je končal šolanje na Višji letalski vojaški akademiji JLA (1950) in na Poveljniškem in generalštabnem kolidžu Kopenske vojske ZDA (1952–1953).

## Odlikovanja
- Red bratstva in enotnosti
- Red partizanske zvezde